# Hrabstwo Clay (Dakota Południowa)
Hrabstwo Clay (ang. Clay County) – hrabstwo w stanie Dakota Południowa w Stanach Zjednoczonych. Obszar całkowity hrabstwa obejmuje powierzchnię 416,70 mil² (1079,25 km²). Według szacunków United States Census Bureau w roku 2009 miało 13 490 mieszkańców.
Hrabstwo powstało w 1862 roku. Na jego terenie znajdują się następujące gminy (townships): Bethel, Fairview, Garfield, Glenwood, Meckling, Norway, Pleasant Valley, Prairie Center, Riverside, Spirit Mound, Star, Vermillion.

## Miejscowości
- Vermillion
- Wakonda
- Irene